# Daniel Rudisha
Daniel Matasi Rudisha (ur. 11 sierpnia 1945 w Kilgoris w Prowincji Wielkiego Rowu, zm. 6 marca 2019 w Nakuru) – kenijski lekkoatleta, sprinter.
W 1966 zajął 4. miejsce w biegu na 440 jardów podczas igrzysk Imperium Brytyjskiego i Wspólnoty Brytyjskiej. Rok później, na tym samym dystansie, został złotym medalistą mistrzostw Afryki Wschodniej i Środkowej. W 1968 jedyny raz w karierze wystąpił na igrzyskach olimpijskich. W biegu na 400 metrów odpadł w ćwierćfinale, a w sztafecie 4 × 400 metrów zdobył srebrny medal. Rudishy na pierwszej zmianie biegu finałowego zmierzono nieoficjalny czas 44,6 sekundy. Czas uzyskany przez Kenijczyków (2:59,64) był rekordem Afryki, aż do lat 80. wynik ten był 2. rezultatem w historycznych tabelach tej konkurencji (za sztafetą USA).
Ojciec Davida Rudishy – trzykrotnego rekordzisty świata w biegu na 800 metrów.